# Alipinho
Alipinho (antigo Alípio José da Silva) é um bairro do município brasileiro de Coronel Fabriciano, no interior do estado de Minas Gerais. Localiza-se no distrito Senador Melo Viana, estando situado no Setor 6. Segundo o censo demográfico de 2022, realizado pelo Instituto Brasileiro de Geografia e Estatística (IBGE), sua população era de 1 773 habitantes e havia 650 domicílios particulares permanentes ocupados.
De acordo com o IBGE, em 2010 a população era de 1 911 habitantes e havia 615 domicílios particulares. A área e a população incluem o bairro vizinho Planalto, que não consta como bairro independente segundo o IBGE em 2010 e o sistema de geoprocessamento da administração municipal em 2020.
A localidade surgiu na década de 1960, após Floriano Mário da Silva lotear a propriedade de seu pai de criação, o fazendeiro Alípio José da Silva, também conhecido como Alipinho; sendo a quem o nome do bairro homenageia. Alípio adquiriu as terras após comprá-las de João Teixeira Benevides, o primeiro habitante do povoado de Santo Antônio do Gambá, que deu origem ao distrito Senador Melo Viana.

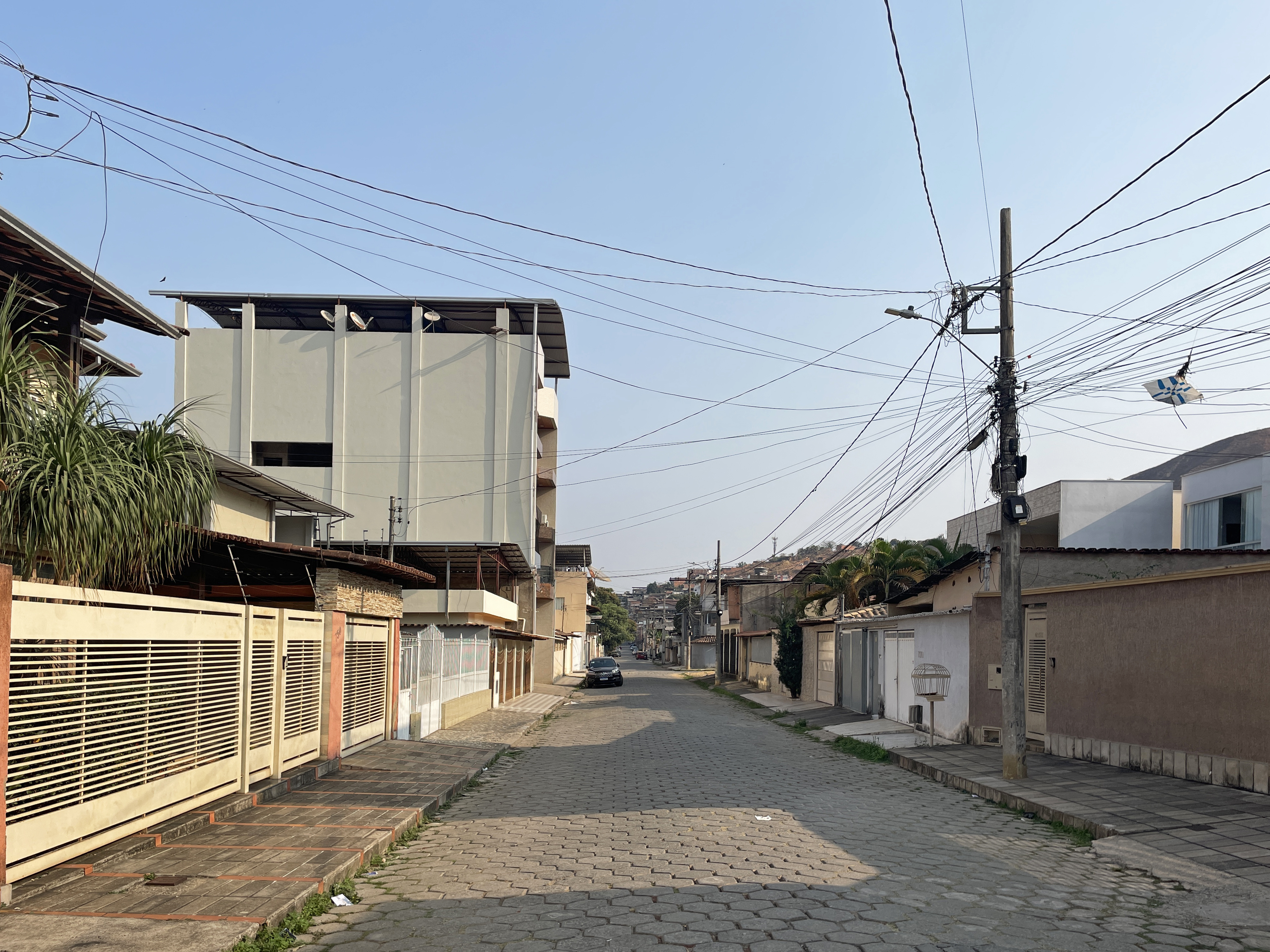
Rua Maria de Lourdes Morais no bairro Alipinho
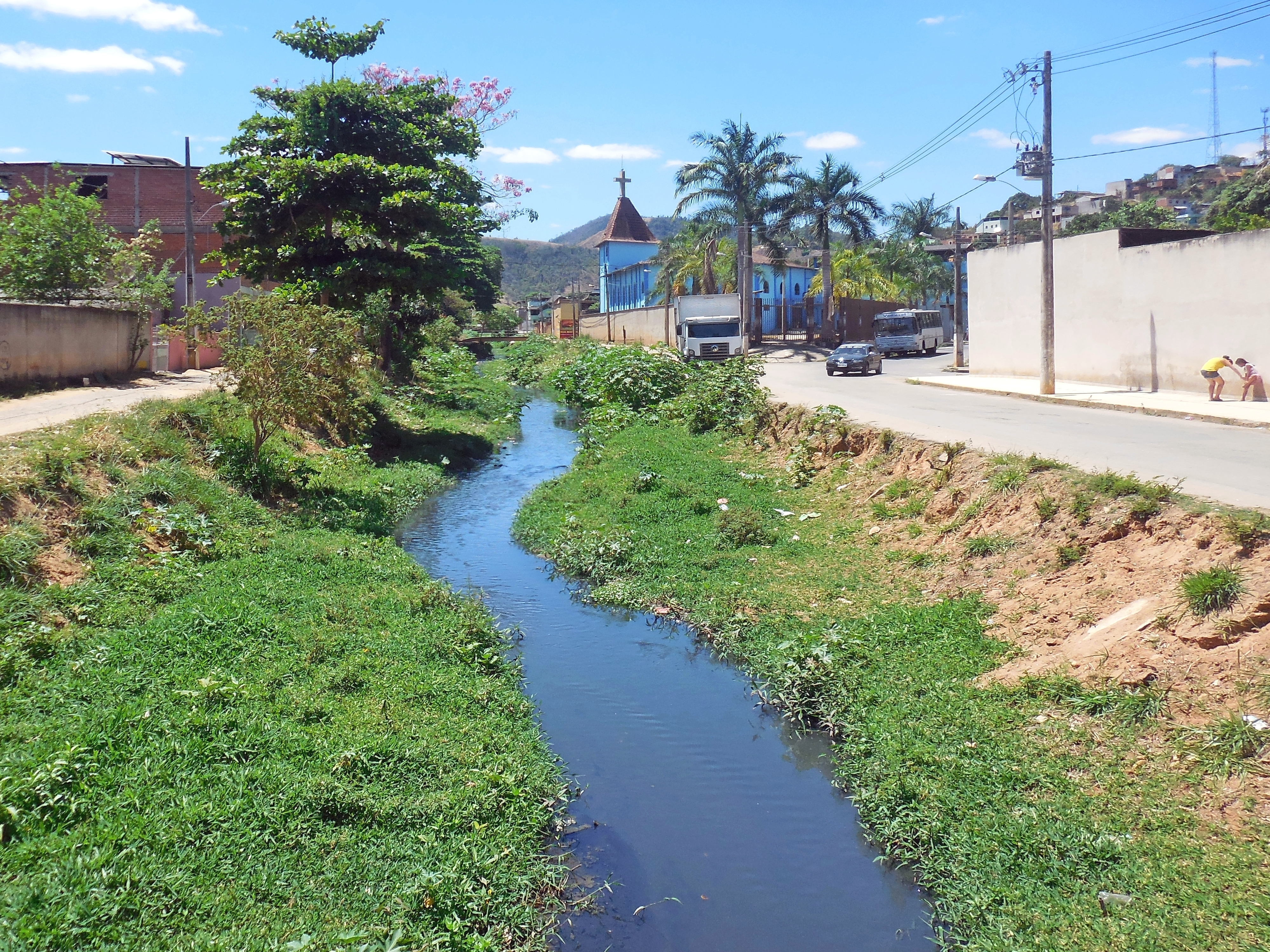
Ribeirão Caladão entre os bairros Alipinho e Surinan